# Beckett (film, 2021)
Pour les articles homonymes, voir Beckett.
Pour plus de détails, voir Fiche technique et Distribution.
Beckett est un thriller policier italo-brésilien réalisé par Ferdinando Cito Filomarino et sorti en 2021.
Le film est présenté en avant-première au festival international du film de Locarno 2021 avant sa diffusion sur Netflix.

## Synopsis
Beckett est un touriste américain en vacances en Grèce. Après un accident de voiture, il se retrouve mêlé à une violente conspiration aux conséquences funestes. Traqué, il va tenter de rejoindre l'ambassade américaine à Athènes.
[...]
Beckett retourne sur le site de la manifestation pour retrouver Lena et Eleni mais voit la femme blonde qui avait enlevé Dimos. Il la suit jusqu'à un parking, où elle retrouve Xenakis, qui a enfermé Dimos dans le coffre de sa voiture. Avant qu'ils ne puissent s'échapper, Beckett tire dans la main de Xenakis et se débat avec la femme blonde. Beckett est touché mais parvient à l'assommer, puis court après Xenakis alors qu'il tente de s'enfuir. Beckett parvient à sauter sur la voiture depuis le niveau supérieur du parking et assomme Xenakis, sauvant finalement Dimos. Dans la scène finale, Beckett regarde sa paume et remarque un cœur qu'April avait dessiné sur sa main avant l'accident, réfléchissant à la façon dont il aurait dû mourir dans l'accident.

## Fiche technique
Sauf indication contraire, les informations mentionnées dans cette section peuvent être confirmées par la base de données cinématographiques IMDb,  présente dans la section « Liens externes ».
- Titre de travail : Born to Be Murdered
- Réalisation : Ferdinando Cito Filomarino
- Scénario : Ferdinando Cito Filomarino et Kevin A. Rice
- Décors : Eliott Hostetter
- Costumes : Giulia Piersanti
- Musique : Ryūichi Sakamoto
- Montage : Walter Fasano
- Photographie : Sayombhu Mukdeeprom
- Production : Luca Guadagnino, Francesco Melzi d'Eril, Marco Morabito, Gabriele Moratti et Rodrigo Teixeira
  - Production déléguée : David Kajganich et Lisa Muskat
- Sociétés de production : Rai Cinema, Frenesy Film Company, MeMo Films, RT Features et Faliro House Productions
- Société de distribution : Netflix
- Pays de production :  Italie,  Brésil
- Langue originale : anglais
- Format : couleur
- Genre : thriller, policier
- Durée : 108 minutes
- Dates de sortie : 
  - Suisse : 4 août 2021 (festival international du film de Locarno)
  -  Mondial : 13 août 2021 (Netflix)

## Distribution
- John David Washington (VF : Diouc Koma) : Beckett
- Alicia Vikander (VF : Nastassja Girard) : April
- Boyd Holbrook (VF : Alexis Victor) : Steven Tynan
- Vicky Krieps (VF : Chloé Berthier) : Lena
- Panos Koronis (VF : Bruno Magne) : Xenakis, le chef de la police locale
- Michael Stuhlbarg : le père d'April
- Maria Votti : Eleni
- Daphne Alexander : Thalia Symons, journaliste anglaise
- Yorgos Pirpassopoulos : Karas
- Lena Kitsopoulou : la tueuse
- Isabelle Magara : l'infirmière du village
- Marc Marder (VF : Lucas Bléger) : Officier Majessey

## Production
En avril 2019, John David Washington, Alicia Vikander, Boyd Holbrook et Vicky Krieps sont annoncés dans un film produit par Luca Guadagnino et alors intitulé Born to Be Murdered. Le tournage commence peu après à Athènes.
En janvier 2021, le film est rebaptisé Beckett,.

## Sortie et accueil

### Date de sortie
Netflix acquiert les droits de distribution du film en octobre 2020 et annonce une diffusion en 2021,.
Le film est présenté en avant-première au festival international du film de Locarno 2021 le 4 août 2021, puis est diffusé sur Netflix le 13 août.

### Critique
Le film reçoit des critiques mitigées. Sur l'agrégateur américain Rotten Tomatoes, il récolte 58 % d'opinions favorables pour 26 critiques et une note moyenne de 6⁄10. Le consensus du site est que « Beckett apporte une énergie propulsive à son histoire d'homme en fuite, mais ce thriller plutôt mal écrit ne parvient pas à s'engager de manière cohérente. » Sur Metacritic, il obtient une note moyenne de 56⁄100 pour 14 critiques.